# Black Diamond (album)
Pour les articles homonymes, voir Black Diamond.
Albums de Buraka Som Sistema
From Buraka to the World
(2006) FabricLive.49
(2009)
Singles
1. Yah
Sortie : 2007
2. Wawaba (v. 1.8)
Sortie : 2007
3. Sound of Kuduro
Sortie : 2008
4. Kalemba (Wegue Wegue)
Sortie : 2008
5. Aqui Para Vocês
Sortie : 2009

Black Diamond est le second album studio du groupe portugais de kuduro et kizomba Buraka Som Sistema sorti le 21 septembre 2008 au Portugal et le 7 avril 2009 aux États-Unis, sorti sur le label Fabric pour le Royaume-Uni et Sony BMG pour le reste du monde.

## Liste des Titres
| No  | Titre                                                                  | Durée |
| --- | ---------------------------------------------------------------------- | ----- |
| 1.  | Luanda - Lisboa (feat. DJ Znobia)                                      | 4:21  |
| 2.  | Sound of Kuduro (featuring DJ Znobia, M.I.A., Saborosa and Puto Prata) | 3:33  |
| 3.  | Aqui para vocês (feat. Deize Tigrona)                                  | 4:12  |
| 4.  | Kalemba (Wegue Wegue) (feat. Pongolove)                                | 3:53  |
| 5.  | Kurum                                                                  | 5:44  |
| 6.  | IC19                                                                   | 4:20  |
| 7.  | Tiroza (feat. Bruno M)                                                 | 4:49  |
| 8.  | General                                                                | 4:04  |
| 9.  | Yah! (feat. Petty)                                                     | 3:33  |
| 10. | Skank & Move (feat. Kano)                                              | 3:57  |
| 11. | D.. D.. D.. D.. Jay (feat. Petty)                                      | 3:46  |
| 12. | New Africas Pt.1                                                       | 1:52  |
| 13. | New Africas Pt.2                                                       | 3:55  |

## Singles
- 2008 : Kalemba (Wegue Wegue)
- 2009 : Aqui Para Vocês

## Charts
- #7 :  Portugal
- #54 :  Belgique
- #9 :  Russie